# Loonatics Unleashed
Loonatics Unleashed (2005-2007) – amerykański serial animowany, w którym występują bohaterowie Zwariowanych Melodii, a raczej ich prawnuki/następcy, którzy są superbohaterami walczącymi ze złem. Akcja tego serialu się dzieje w 2772 roku na planecie-mieście Acmetropolis.

## Postacie
Ponieważ serial nie był emitowany w Polsce, polskie imiona bohaterów są nieoficjalne.
- Królik Ace (ang. Ace Bunny) – W serialu jest głównym bohaterem i przywódcą zespołu Loonatics walczącego ze złem. Jego poprzednikiem był Królik Bugs. Jego kolorem rozpoznawczym jest żółty. Umie strzelać laserem z oczu i posługiwać się mieczem o nazwie Guardian Strike Sword.
- Groźny Kaczor (ang. Danger Duck) – Najbardziej egoistyczny członek zespołu Loonatics, pragnący być jego przywódcą na miejscu Ace'a. Marzy też o zostaniu najsłynniejszym superbohaterem wszech czasów. Jego poprzednik to Kaczor Daffy. Jego kolorem rozpoznawczym jest pomarańczowy. Potrafi on wytworzyć sferę energetyczną (nazywaną przez niego żartobliwie "jajkami"), która w kontakcie z wodą wybucha, i teleportować się.
- Króliczka Lexi (ang. Lexi Bunny) – Jedyna przedstawicielka żeńska drużyny Loonatics. Jej poprzedniczka to Króliczka Lola (aczkolwiek według niektórych wersji jest nią Króliczka Honey). Jej kolor rozpoznawczy to różowy. Posiadła ona umiejętności słyszenia dźwięków niesłyszalnych dla postronnych i strzelania psychiczną energią.
- Tech E. Kojot (ang. Tech E. Coyote) – Najbardziej oczytany i zaznajomiony w arkanach technologii członek tego zespołu, geniusz i wynalazca. Jego poprzednikiem był Wiluś E. Kojot. Jedyny bohater, który miał swego osobistego wroga, Mallory Mastermind. Jest w posiadaniu własnego laboratorium, w którym pracuje nad nowymi swoimi wynalazkami. Rev Pędziwiatr jest jego przyjacielem. Jego kolorem rozpoznawczym jest zielony. Posiadł umiejętności nader nadludzkiej inteligencji (umiejętność zapożyczona od poprzednika), tworzenia magnetycznych drgań umożliwiających lewitację metalowych obiektów i drobnych elementów elektronicznych oraz samoregenerację swego ciała po odniesieniu wypadków.
- Rev Pędziwiatr (ang. Rev Runner) – Najbardziej żywiołowy i wrażliwy członek tej drużyny. Jego poprzednikiem był Struś Pędziwiatr. Najlepszy przyjaciel Techa i jego pomocnik w laboratorium. Ma dość irytującą dla pozostałych skłonność nadmiernego gadulstwa, zwłaszcza, że mówi bardzo szybko. Szczególnie jest to widoczne w momentach najsilniejszych emocji przeżywanych przez niego. W drugim sezonie okazuje się, że ma ojca nazywającego się Ralph, matkę o imieniu Harriet i młodszego brata, Ripa. Jego kolorem rozpoznawczym jest czerwony. Potrafi on bardzo szybko biegać, latać i znajdować coś lub kogoś na podstawie tzw. szóstego zmysłu, który działa na zasadzie GPS-a.
- Slam Tasmański (ang. Slam Tasmanian) – Najsilniejszy członek zespołu Loonatics. Jego poprzednikiem był Diabeł Tasmański, inaczej nazywany Tazem. W porównaniu z oryginałem jest dużo większy od niego i, co za tym idzie, od pozostałych członków tej drużyny. Jego mowa jest tak bełkotliwa, że tylko jego pozostali członkowie rozumieją to, co on mówi. Jego kolorem rozpoznawczym jest fioletowy. Umie, oprócz demonstracji swej nadludzkiej siły, tworzyć wokół siebie tornada i strzelać małymi ładunkami elektrycznymi.

## Spis odcinków
| N/o            | Angielski tytuł                      |
| -------------- | ------------------------------------ |
|                |                                      |
| SEZON PIERWSZY |                                      |
|                |                                      |
| 01             | Loonatics on Ice                     |
|                |                                      |
| 02             | Attack of the Fuzz Balls             |
|                |                                      |
| 03             | The Cloak of Black Velvet            |
|                |                                      |
| 04             | Weathering Heights                   |
|                |                                      |
| 05             | Going Underground                    |
|                |                                      |
| 06             | The Comet Cometh                     |
|                |                                      |
| 07             | The World is My Circus               |
|                |                                      |
| 08             | Stop the World I Want to Get Off     |
|                |                                      |
| 09             | Sypher                               |
|                |                                      |
| 10             | Time After Time                      |
|                |                                      |
| 11             | The Menace of Mastermind             |
|                |                                      |
| 12             | Acmegeddon                           |
| 13             | Acmegeddon                           |
|                |                                      |
| SEZON DRUGI    |                                      |
|                |                                      |
| 14             | Secrets of the Guardian Strike Sword |
|                |                                      |
| 15             | A Creep in the Deep                  |
|                |                                      |
| 16             | I Am Slamacus                        |
|                |                                      |
| 17             | The Heir Up There                    |
|                |                                      |
| 18             | Family Business                      |
|                |                                      |
| 19             | Cape Duck                            |
|                |                                      |
| 20             | The Hunter                           |
|                |                                      |
| 21             | It Came From Outer Space             |
|                |                                      |
| 22             | Apocalypso                           |
|                |                                      |
| 23             | In the Pinkster                      |
|                |                                      |
| 24             | The Music Villain                    |
|                |                                      |
| 25             | The Fall of Blanc, Part 1            |
|                |                                      |
| 26             | In Search of Tweetums, Part 2        |
|                |                                      |